# Жан I (дофін В'єннський)
Жан I (фр. Jean Ier de Viennois; 1264—24 вересня 1282) — дофін В'єннський, граф Альбон, В'єнн, Браянсон, Гренобль, Ембрун і Ойзан у 1269—1282 роках.

## Життєпис
Походив з Бургундського дому. Старший син Гіга VII, дофіна В'єннського, і Беатрис (доньки П'єтро II, графа Савойського). Народився 1264 року. 1269 року після смерті батька успадкував усі родинні володіння. Через малий вік регентство здійснювала його мати. У тому ж році Беатриса Савойська разом з Жаном I потрапили в полон до Беатриси де Туа-Віллар, з якою війна почалася на початку 1269 року. Втім після втручання графа Філіппа I Савойського, 15 листопада бранців було звільнено. Конфлікт остаточно було залагоджено через 2 роки, коли Беатриса де Туа-Віллар відмовилася від прав на свій спадок у Фосіньї в обмін на замки Монту, Германсе, Кредо, а посередник отримав замки Форсіньї, Тойсінє, Старий Алленж.
1270 року регентом Дофіне став Роберт II, герцог Бургундський. 1271 року за арбітражем Беатрисі де Труа-Віллар перейшов замок Обонн. 1273 року після шлюбу його матері з Гастоном VII, віконтом Беарну, той стає новим регентом.
У 1280 року Жан I одружився з представницею Савойського дому, з якою був раніше заручений. 1282 року магістрат Гренобля визнав його сеньйором. Того ж року Жан I загинув в результаті невдалого падіння з коня. Оскільки дітей він не залишив, то його спадкоємицею стала сестра Ганна і її чоловік Юмбер I де Ла Тур-дю-Пін.
Для поховання Жана його мати заснувала монастир на південь від міста Танеж, статут якого датований 12 квітнем 1285 року. До завершення всіх робіт з будівництва монастиря, включаючи усипальниці, тіло Жана знаходилося в абатстві Сікст. Під час проведених в 1970-і роках археологічних розвідок поховання Жана I виявлено не було.

## Родина
Дружина — Бонна, донька Амадея V, графа Савойського. Дітей не було.